# 유민상 (희극인)
유민상(柳敏相, 1979년 10월 9일~)은 대한민국의 개그맨, 방송인, 유튜버이다. 
 2005년 KBS 20기 공채 개그맨으로 데뷔했다.

## 생애
- 유민상은 1979년 10월 09일 경기도 동두천시 에서 태어났다.
- 2004년 KBS2《폭소클럽》으로 방송 활동을 시작했다.
- 2005년 KBS 20기 공채 개그맨으로 공식 데뷔했다.
- 2005년 KBS2《개그콘서트》에서 다양한 코너에 출연하며 많은 활약을 하였다.
- 2013년 KBS2《1 대 100》에 출연해 최종 우승을 차지했다.
- 2015년 코미디TV《맛있는 녀석들》에 고정 출연하며 시청자들에게 많은 사랑을 받았다. 2024년 02월 09일《맛있는 녀석들》시즌2를 끝으로 하차했다.

## 학력
- 1990년 03월 02일~1995년 02월 17일 동두천중학교 (졸업)
- 1995년 03월 02일~1998년 02월 13일 동두천중앙고등학교 (졸업)
- 1998년 03월 02일~2004년 02월 17일 경복대학교 (관광학/전문학사) (졸업)

## 방송중
- KBS1《이슈 Pick, 쌤과 함께》1회~ (2020년 08월 02일~ )
- 유튜브《뉴민상》(2023년 07월 14일~ )
- SBS 러브FM《유민상의 배고픈 라디오》1회~ (2023년 10월 16일~ )
- 채널A《몸신의 탄생》1회~ (2024년 09월 24일~ )

## 방송

### KBS2《개그콘서트》
| 코너명                                 | 회차                                            | 방영일                                                               |
| -------------------------------------- | ----------------------------------------------- | -------------------------------------------------------------------- |
| ⟨봉숭아 학당⟩                          | 300회, 921회, 953회, 957회, 987회               | 05.07.31, 17.10.22, 18.06.17, 18.07.15, 19.02.17                     |
| ⟨직업정신⟩                             | 301회~306회                                     | 05.08.07~05.09.11                                                    |
| ⟨황대장⟩                               | 311회                                           | 05.10.16                                                             |
| ⟨신년특집 개쇼⟩                        | 322회                                           | 06.01.01                                                             |
| ⟨이런 붕닭⟩                            | 344회                                           | 06.06.04                                                             |
| ⟨뮤지컬⟩                               | 357회~408회                                     | 06.09.03~07.09.02                                                    |
| ⟨키컸으면⟩                             | 399회, 415회                                    | 07.07.01, 07.10.21                                                   |
| ⟨천사들의 합창⟩                        | 409회~412회                                     | 07.09.09~07.09.30                                                    |
| ⟨2와 ½⟩                                | 411회~416회                                     | 07.09.23~07.10.28                                                    |
| ⟨귀신이 산다⟩                          | 413회~417회                                     | 07.10.07~07.11.04                                                    |
| ⟨하얀 옥탑⟩                            | 418회~421회                                     | 07.11.11~07.12.02                                                    |
| ⟨황현희 PD의 소비자고발⟩               | 452회~510회                                     | 08.07.06~09.08.30                                                    |
| ⟨달인⟩                                 | 456회, 541회, 554회, 562회, 572회, 582회, 611회 | 08.08.03, 10.05.16, 10.08.15, 10.10.10, 10.12.19, 11.02.27, 11.09.18 |
| ⟨도움상회⟩                             | 473회                                           | 08.11.30                                                             |
| ⟨부러워서 그려⟩                        | 475회                                           | 08.12.14                                                             |
| ⟨보고 싶다⟩                            | 482회~484회                                     | 09.02.01~09.02.15                                                    |
| ⟨성공시대⟩                             | 488회~509회                                     | 09.03.15~09.08.16                                                    |
| ⟨미니 뮤지컬⟩                          | 511회~512회                                     | 09.09.13~09.10.20                                                    |
| ⟨미니시리즈 형제⟩                      | 511회~518회                                     | 09.09.13~09.11.01                                                    |
| ⟨초고속 카메라⟩                        | 511회~529회                                     | 09.09.13~10.01.17                                                    |
| ⟨파라킹 홈쇼핑⟩                        | 532회~563회                                     | 10.02.07~10.10.17                                                    |
| ⟨사랑합니다 고객님⟩                    | 555회~556회                                     | 10.08.22~10.08.29                                                    |
| ⟨선생 김봉투⟩                          | 556회~584회                                     | 10.08.29~11.03.13                                                    |
| ⟨사이코⟩                               | 560회~569회                                     | 10.09.26~10.11.28                                                    |
| ⟨사운드 오브 드라마⟩                   | 586회~604회                                     | 11.03.27~11.07.31                                                    |
| ⟨어제온 관객 오늘 또 왔네⟩             | 622회~629회                                     | 11.12.04~12.01.22                                                    |
| ⟨풀하우스⟩                             | 622회~649회                                     | 11.12.04~12.06.10                                                    |
| ⟨불편한 진실⟩                          | 622회, 697회                                    | 11.12.04, 13.05.19                                                   |
| ⟨참으show⟩                             | 635회                                           | 12.03.04                                                             |
| ⟨아빠와 아들⟩                          | 643회~691회                                     | 12.04.29~13.04.07                                                    |
| ⟨산 넘어 산⟩                           | 649회                                           | 12.06.10                                                             |
| ⟨징글 정글⟩                            | 651회~652회                                     | 12.06.24~12.07.01                                                    |
| ⟨막말자⟩                               | 666회~676회                                     | 12.10.07~12.12.16                                                    |
| ⟨꺾기도⟩                               | 668회~674회                                     | 12.10.21~12.12.02                                                    |
| ⟨나쁜사람⟩                             | 683회~707회                                     | 13.02.03~13.07.28                                                    |
| ⟨네가지⟩                               | 694회                                           | 13.04.21                                                             |
| ⟨점점점(... ...)⟩                      | 698회~718회                                     | 13.05.26~13.10.13                                                    |
| ⟨전설의 레전드⟩                        | 705회~731회                                     | 13.07.14~14.01.12                                                    |
| ⟨안생겨요⟩                             | 714회~745회                                     | 13.09.15~14.05.25                                                    |
| ⟨시청률의 제왕⟩                        | 720회, 736회                                    | 13.10.27, 14.02.16                                                   |
| ⟨누려⟩                                 | 722회~734회                                     | 13.11.10~14.02.02                                                    |
| ⟨쉰 밀회⟩                              | 746회~771회, 898회                              | 14.06.01~14.11.23, 17.05.14                                          |
| ⟨큰세계⟩                               | 750회~770회                                     | 14.06.29~14.11.16                                                    |
| ⟨유민상 장가보내기 프로젝트⟩           | 765회~781회                                     | 14.10.12~15.02.01                                                    |
| ⟨나는 킬러다⟩                          | 783회~820회                                     | 15.02.15~15.11.01                                                    |
| ⟨닭치高⟩                               | 786회                                           | 15.03.08                                                             |
| ⟨민상토론⟩                             | 790회~821회                                     | 15.04.05~15.11.08                                                    |
| ⟨리얼 사운드⟩                          | 811회~849회                                     | 15.08.30~16.06.12                                                    |
| ⟨웰컴 백 쇼⟩                           | 828회~843회                                     | 16.01.03~16.04.24                                                    |
| ⟨1대1⟩                                 | 833회~897회                                     | 16.02.07~17.05.07                                                    |
| ⟨솔까 홈쇼핑⟩                          | 844회                                           | 16.05.01                                                             |
| ⟨나쁜 녀석들⟩                          | 846회~850회                                     | 16.05.15~16.06.12                                                    |
| ⟨죽어도 못 보내⟩                       | 850회~860회                                     | 16.06.12~16.08.21                                                    |
| ⟨사랑이 LARGE⟩                         | 851회~898회                                     | 16.06.19~17.05.14                                                    |
| ⟨세.젤.예 (세상에서 제일 예민한 사람)⟩ | 862회~904회                                     | 16.09.04~17.06.25                                                    |
| ⟨이럴 줄 알고⟩                         | 868회                                           | 16.10.16                                                             |
| ⟨민상토론 2⟩                           | 872회~874회                                     | 16.11.13~16.11.27                                                    |
| ⟨대통형⟩                               | 875회~886회                                     | 16.12.04~17.02.19                                                    |
| ⟨아무말 대잔치⟩                        | 891회, 895회, 915회, 916회, 928회, 932회, 935회 | 17.03.26, 17.04.23, 17.09.10, 17.09.17, 17.12.10, 18.01.14, 18.02.04 |
| ⟨힘을 내요! 슈퍼 뚱맨⟩                 | 901회~908회                                     | 17.06.04~17.07.30                                                    |
| ⟨볼빨간 회춘기⟩                        | 902회~919회                                     | 17.06.11~17.10.08                                                    |
| ⟨퀴즈카페⟩                             | 901회~922회                                     | 17.06.04~17.10.29                                                    |
| ⟨볼빨간 회춘기⟩                        | 902회~919회                                     | 17.06.11~17.10.08                                                    |
| ⟨돌아와윰⟩                             | 911회                                           | 17.08.13                                                             |
| ⟨고발부부⟩                             | 922회~927회                                     | 17.10.29~17.12.03                                                    |
| ⟨잠깐만 홈쇼핑⟩                        | 928회~986회                                     | 17.12.10~19.02.10                                                    |
| ⟨I.돌.I⟩                               | 938회~940회                                     | 18.03.04~18.03.18                                                    |
| ⟨대화가 필요해 1987⟩                   | 939회, 945회                                    | 18.03.11, 18.04.22                                                   |
| ⟨편안한 드라마⟩                        | 947회~954회                                     | 18.05.06~18.06.24                                                    |
| ⟨다있show⟩                             | 955회~990회                                     | 18.07.01~19.03.10                                                    |
| ⟨러브라더⟩                             | 959회~992회                                     | 18.07.29~19.03.24                                                    |
| ⟨민상소송⟩                             | 993회~999회, 1002회~1009회                      | 19.03.31~19.07.21, 19.06.02~19.07.21                                 |
| ⟨연애인들⟩                             | 995회~999회, 1002회~1009회                      | 19.04.14~19.05.12, 19.06.02~19.07.21                                 |
| ⟨킹 오브 캐릭터⟩                       | 1013회~1028회                                   | 19.09.01~19.12.15                                                    |
| ⟨히든 보이스⟩                          | 1027회~1036회                                   | 19.12.07~20.02.15                                                    |
| ⟨심폐소생사진전⟩                       | 1031회                                          | 20.01.11                                                             |
| ⟨절대감 유민상⟩                        | 1032회, 1034회                                  | 20.01.18, 20.02.01                                                   |
| ⟨절대(장가)감 유민상⟩                  | 1035회~1036회, 1040회, 1042회~1048회            | 20.02.08~20.02.15, 20.03.21, 20.04.10~20.06.12                       |
| ⟨쉰여섯 밀회⟩                          | 1036회                                          | 20.02.15                                                             |

### KBS2《개그콘서트》외 방송
- 2004년
  - KBS2《폭소클럽》
    - ⟨록기&루키 - X파일⟩ 104회~109회 (04.12.06~05.01.10)
    - ⟨마른 인간 연구 X파일⟩ 110회~148회 (05.01.17~05.10.24)
    - ⟨솔로부대 유대장⟩ 151회~164회 (05.11.14~06.03.06)

  - KBS2《행복한 밥상》
  - KBS 위성《한반도 유머 총집합》
- 2006년
  - KBS2《해피투게더 2》46회 (06.03.16)
  - KBS2《폭소클럽 2》
    - ⟨대변인⟩ (2006)
    - ⟨솔로브레이크⟩ 24회~39회 (07.05.11~07.08.31)
- 2007년
  - KBS2《윤도현의 러브 레터》263회 (07.09.07)
- 2008년
  - KBS1《가족오락관》1176회 (08.01.26), 1230회 (09.02.14)
- 2009년
  - KBS2《위기탈출 넘버원》
    - 202회 (09.09.07), 413회 (13.12.16), 418회 (14.01.20), 448회 (14.09.01), 464회 (15.01.05)
- 2010년
  - KBS2《출발드림팀 2》
    - 37회~38회 (10.07.11~10.07.18), 84회 (11.06.05), 94회 (11.08.21)
    - 97회 (11.09.11), 107회 (11.10.30), 127회 (12.04.08)
- 2011년
  - 코미디TV《크게 될 스타》1회~2회 (11.11.22~11.12.29)
  - KBS2《개그스타 GCC어워드》
    - ⟨P3B - 누굴 위한 세상인가⟩ 1회~4회 (11.12.03~12.01.21)
    - ⟨할리와 데이빗⟩ 1회~ (11.12.03~2012)
- 2012년
  - KBS joy《더 체어 코리아》11회 (12.02.22)
  - KBS2《연예가중계》
    - 1421회 (12.04.07), 1762회 (19.05.17), 1763회 (19.05.24)
    - 1765회~1766회 (19.06.07~19.06.14), 1768회 (19.06.28)
    - 1774회 (19.08.16), 1776회~1778회 (19.08.30~19.09.20)
    - 1780회 (19.10.04), 1784회 (19.11.08), 1787회 (19.11.29)

  - KBS2《해피투게더 3》
    - 246회 (12.04.26), 332회 (14.01.02), 401회 (15.06.11), 541회 (18.05.31)

  - 코미디TV《기막힌 외출 6》7회~9회 (12.05.12~12.05.26)
  - KBS joy《안아줘》3회~12회 (12.07.09~12.09.10)
- 2013년
  - KBS2《퀴즈쇼 사총사》106회 (13.01.06), 192회 (14.10.12)
  - KBS2《당신이 한번도 보지못한 개그콘서트》⟨승승맞장구⟩ (13.02.11)
  - KBS2《맘마미아》6회 (13.05.19), 9회 (13.06.09), 11회 (13.06.23)
  - KBS2《비타민》
    - 493회 (13.07.10), 566회 (15.01.14), 615회 (16.01.28), 633회 (16.06.16)

  - KBS2《1대 100》
    - 311회 (13.09.24), 504~506회 (18.01.23~18.02.06), 544회 (18.12.18)

  - KBS2《대국민 토크쇼 안녕하세요》143회 (13.09.30), 161회 (14.02.03), 380회 (18.09.10)
- 2014년
  - KBS2《리얼 스포츠 투혼》1회 (14.01.30)
  - KBS2《슈퍼맨이 돌아왔다》32회 (14.06.22)
  - 부산MBC《바다야 놀자 2》1회~12회 (14.07.19~14.10.18)
  - KBS2《밥상의 신》15회 (14.08.07)
  - KBS2《가족의 품격 풀하우스》
    - 57회 (14.04.11), 67회 (14.07.04), 73회 (14.08.13), 85회 (14.11.05)

  - KBS2《7인의 미스코리아》1회~4회 (14.11.27~14.12.18)
  - KBS2《불후의 명곡》179회 (14.12.27), 298회 (17.04.08), 507회 (21.05.15)
- 2015년
  - KBS전주《먹고사는 이야기쇼 경제 가마솥》1회~ (15.01.21~2015)
  - 코미디TV《맛있는 녀석들》1회~467회 (15.01.30~24.02.09)
  - KBS2《청춘 익스프레스》1회~3회 (15.10.31~15.11.14)
- 2016년
  - KBS2《우리는 형제입니다》1회~2회 (16.02.08~16.02.09)
  - KBS2《어느날 갑자기 외.개.인》1회~4회 (16.06.05~16.06.26)
  - 웹 시리즈《개체전》네이버TV (16.08.01~16.08.31)
  - SBS《백종원의 3대 천왕》51회 (16.08.20)
  - MBC《황금어장 라디오스타》
    - 493회 (16.09.14), 605회 (19.02.20), 678회 (20.07.22), 687회 (20.09.23)
    - 713회 (21.03.24), 752회 (22.01.05)

  - 웹 시리즈《개체전 2》네이버TV (16.12.12~17.01.18)
- 2017년
  - KBS2《노래싸움 - 승부》12회~13회 (17.01.13~17.01.20)
  - KBS2《트릭 & 트루》13회 (17.01.18)
  - JTBC《님과 함께 - 최고의 사랑》91회~103회 (17.02.07~17.05.30)
  - tvN《어쩌다 어른》90회 (17.06.28)
  - KBS2《1박 2일 3》506회~507회 (17.07.23~17.07.30)
  - JTBC《비정상회담》162회 (17.08.14)
  - KBS2《배틀트립》68회 (17.09.16), 153회 (19.08.17)
  - KBS2《리얼맛집 검증쇼 100인의 선택》1회 (17.10.03)
  - tvN《SNL 코리아 9》29회 (17.10.21)
  - tvN《인생술집》43회 (17.11.02)
  - JTBC《냉장고를 부탁해》154회~155회 (17.11.06~17.11.13)
  - tvN《집사부일체》50회 (17.12.30)
- 2018년
  - Olive《원나잇 푸드트립 3》5~8회 (18.03.28~18.04.18)
  - MBC Every1《달라서 간다》1회~4회 (18.03.29~18.04.19)
  - JTBC《아는 형님》123회 (18.04.14)
  - 코미디TV《잠시 휴》1회~10회 (18.05.08~18.07.17)
  - TV조선《여자가 욱하는 데는 이유가 있다》3회~4회 (18.07.06~18.07.13)
  - tvN《짠내투어》
    - 31회~35회 (18.07.07~18.08.04), 70회~72회 (19.04.06~19.04.20)

  - JTBC《한끼줍쇼》89회 (18.07.18)
  - tvN《놀라운 토요일》17회 (18.07.28)
  - tvN《어쩌다 행동과학연구소》2회 (18.09.25)
  - MBC《뜻밖의 Q》22회 (18.10.06)
  - KBS joy《얼큰한 여자들》3회 (18.11.08)
  - E채널《스타야유회 놀벤져스》1회~8회 (18.11.09~18.12.28)
  - MBC《비긴 어 게임》4회 (18.11.23)
  - MBC《공복자들》1회~15회 (18.12.07~19.03.15)
  - 채널A《나만 믿고 따라와, 도시어부》69회 (18.12.27)
- 2019년
  - MBC Every1《대한외국인》16회 (19.01.30)
  - KBS1《얼씨구 스타 가족 동요제》1회 (19.02.04)
  - KBS joy《코인 법률방 2》3회 (19.02.13)
  - Olive《모두의 주방》8회 (19.04.07)
  - Olive《수요미식회》203회 (19.04.17)
  - tvN《대탈출 2》6회 (19.04.21)
  - MBC《마이 리틀 텔레비전 V2》
    - 7회~13회 (19.05.10~19.06.14), 32회~33회 (19.11.11~19.11.18)

  - 채널A《영국남자의 JMT연구소》3회 (19.05.29)
  - MBN《훈맨정음》6회 (19.06.01)
  - tvN, Olive《수미네 반찬》53회 (19.06.05)
  - KBS2《해피투게더 4》38회 (19.06.27), 60회 (19.12.05)
  - MBN《연애 못하는 남자들》1회~20회 (19.08.10~19.12.25)
  - tvN SHOW《프리한 19》171회 (19.08.26)
  - JTBC《어서 말을 해》3회 (19.08.27)
  - KBS2《덕화TV 2 덕화다방》7회 (19.09.03)
  - KBS2《식탁의 기사》1회~2회 (19.11.26~19.12.03)
  - tvN《돈키호테》6회 (19.12.07)
  - SKY《위플레이》12회 (19.12.21)
- 2020년
  - 웹 시리즈《포식자》유튜브 (20.01.31~20.04.02)
  - MBC《놀면 뭐하니?》27회 (20.02.01), 36회 (20.04.04), 69회 (20.11.21)
  - MBC《구해줘! 홈즈》
    - 45회~46회 (20.02.16~20.02.23), 90회~91회 (21.01.03~21.01.10)

  - 웹 시리즈《JOB룡이십끼》유튜브, 네이버TV (20.03.05~20.07.30)
  - KBS2《옥탑방의 문제아들》75회 (20.04.27)
  - MBC Every1《주문 바다요》4회 (20.05.25)
  - KBS1《이슈 Pick, 쌤과 함께》1회~ (20.08.02~방송중)
  - KBS2《1박 2일 4》38회 (20.08.23)
  - MBC《전지적 참견 시점》
    - 121회 (20.09.12), 122회 (20.09.19), 127회 (20.10.24), 128회 (20.10.31)
    - 145회 (21.03.20), 146회 (21.03.27), 148회 (21.04.10)

  - Mnet《2020 MAMA 능력고사 꼭가마》1회 (20.12.02)
- 2021년
  - MBC《볼빨간 신선놀음》6회 (21.02.19)
  - 웹 시리즈《연애블랙리스트》유튜브 (21.02.26~21.05.28)
  - tvN《온앤오프》35회 (21.03.09)
  - 웹 시리즈《냠냠박사》유튜브 (21.03.12~21.05.21)
  - MBC《안싸우면 다행이야》26회~27회 (21.04.12~21.04.19)
  - KBS2《컴백홈》6회 (21.05.08)
  - tvN STORY《돈 터치 미》2회 (21.06.02)
  - TV조선《뽕숭아학당》54회 (21.06.09)
  - KBS2《개승자》1회 (21.11.13), 3회 (21.11.27)
  - KBS1《다큐On》116회 (21.12.10)
  - ENA PLAY, 디스커버리 채널《고생 끝에 밥이 온다》16회~17회 (21.12.28~22.01.07)
- 2022년
  - MBN《알토란》375회 (22.02.20), 469회 (23.12.24)
  - KBS1《2022 KBS 창작동요대회》32회 (22.05.05)
  - E채널《노는언니 2》39회 (22.05.31)
  - 채널A《신랑수업》25회 (22.07.27), 80회 (23.09.06)
  - 디즈니+《더 존: 버터야 산다》2회 (22.09.08)
  - tvN《코미디빅리그》469회 (22.09.11)
  - ENA PLAY, 채널A《쿡민식당》1회~2회 (22.10.15~22.10.22)
- 2023년
  - 채널A《오은영의 금쪽 상담소》64회 (23.01.06)
  - OGN《우리 아이 게임 사용 설명서》1회~12회 (23.01.13~23.06.29)
  - KBS1《우리말 겨루기》948회 (23.02.27)
  - SBS《미운 우리 새끼》334회 (23.03.12)
  - 채널S《다시 갈 지도》56회 (23.04.27)
  - SO-PP 16개 방송사[2]《나 혼자 여행지도, 어디GO 2》3회 (23.07.25)
  - MBC《복면가왕》414회 (23.07.30)
  - 채널A《이제 만나러 갑니다》607회 (23.08.06)
  - MBN《속풀이쇼 동치미》561회 (23.08.19)
  - WBS 원음방송《특별한 수업, 미래를 얻는 기술》1회 (23.10.13)
  - SBS《강심장VS》2회 (23.12.12)
  - K-STAR, LG헬로비전《제철 요리해 주는 옆집 누나 2》5회 (23.12.14)
- 2024년
  - KBS2《2TV 생생정보》1956회 (24.01.04), 2329회 (25.07.07)
  - E채널《토요일은 밥이 좋아》129회 (24.07.13)
  - ENA《현무카세》9회 (24.09.05)
  - 채널A《몸신의 탄생》1회~ (24.09.24~방송중)
  - 유튜브《달려라 석진》12회 (24.12.03)
- 2025년
  - SBS《동상이몽 2 - 너는 내 운명》371회~372회 (25.01.06~25.01.13)

## 라디오
- SBS 파워FM《두시탈출 컬투쇼》
  - 스페셜 DJ (19.01.15~23.10.10)
- SBS 러브FM《유민상의 배고픈 라디오》
  - 1회~ (23.10.16~방송중)

## 뉴민상
- 뉴민상 - 유튜브
  - 설명：개그맨 유민상 입니다 앞으로 결혼 발표도 여기서 하겠습니다
  - 주 1회 라이브 (주말 오후 4시~[3]), 주중 편집본, 풀버전 업로드
  - 주요 콘텐츠：유민상 연애, 결혼, 먹방 / 구독자 애칭：시어머니
  - 3대 형수：유다연, 김수민, 최정아 / 3대 조카：모세원, 함예진, 정다윤
  - 구독자 수：10만 (24.07.12), 20만 (25.05.03)
  - 동영상 조회수：100만 (24.11.15)
  - 쇼츠 조회수：100만 (24.12.01), 200만 (25.05.01), 300만 (25.05.13)[4]
  - 누적 조회수：5000만 (24.12.24)

## 드라마
- tvN《막돼먹은 영애씨 6》16회~20회 - 유민상 역 (10.01.29~10.02.26)
- tvN《막돼먹은 영애씨 9》9회 - 유민상 역 (11.11.04)
- KBS2《넝쿨째 굴러온 당신》40회 - 먹자계 회원 역 (특별출연) (12.07.08)
- EBS1《마요네즈》1회 - 아버지 역 (16.05.05)
- KBS2《KBS 드라마 스페셜 2016》2회 ⟨전설의 셔틀⟩ 유민상 역 (우정출연) (16.10.02)
- KBS2《죽어도 좋아》2회 - 의사 역 (특별출연) (18.11.07)
- KBS2《좀비탐정》1회 - '모자가게' 피자 홍보모델 역 (특별출연) (20.09.21)
- KBS2《KBS 드라마 스페셜 2020》6회 ⟨그곳에 두고 온 라일락⟩ 남산 역 (20.11.28)
- tvN《이번 생도 잘 부탁해》1회 - 스타퀸 진행자 역 (특별출연) (23.06.17)

## 영화
- 2013년《진바오의 모험》한국어 예고편 내레이션 역
- 2020년《캣츠토피아》블랭키 목소리 역

## 앨범
- 2022년《맛있는녀석들 1집》⟨쌀밥⟩

## 공연
- 2009년 뮤지컬《진짜 진짜 좋아해》앙상블
- 2012년 뮤지컬《그리스》빈스 역
- 2013년 뮤지컬《그리스》빈스 역
- 2015년《2015 청춘 감성치유 콘서트 - 대구》
- 2017년《청춘페스티벌 2017》
- 2018년《옴니버스 스탠드업 코미디쇼》
- 2018년《옴니버스 스탠드업 코미디쇼, 올 댓 코미디, 대화가 the 필요해, MAD》

## 광고
- 2009년 삼성전자 VLUU 카메라 (with. 황현희, 안영미)
- 2009년 한국가스안전공사 가스안전캠페인 (with. 황현희, 안영미)
- 2009년 청정원 순창 고추장 (with. 황현희)
- 2009년 외교통상부 여행성공시대 (with. 유상무)
- 2011년 노조에어
- 2012년 네오브이 네오클릭
- 2012년 잇브레드 (with. 정준호, 김수영)
- 2013년 미래창조과학부 TV채널재배치 (with. 이문재, 이상구)
- 2013년 퍼슨 스웨트롤
- 2014년 LG전자 휘센 제습기 (with. 김준호, 조윤호, 정찬민)
- 2014년 바른손이앤에이 배틀리그 (with. 김준현)
- 2015년 한국계량측정협회
- 2016년 홈플러스 진짜 스팸 부대찌개 (with. 김민경)
- 2016년 피자헛 THE 맛있는 피자 2
- 2016년 환경부 빈용기보증금 제도개선 (with. 김민경, 문세윤)
- 2016년 영진산업 스피드랙
- 2016년 한국와이어스 센트룸 어드벤스 (with. 이상윤)
- 2016년 통계청 2016 경제총조사 (with. 이미도)
- 2016년 대상주식회사 청정원 휘슬링쿡 (with. 김민경)
- 2016년 큐로홀딩스 개그판타지 (with. 김준호, 박나래)
- 2016년 현대증권 비대면 계좌개설 서비스 (with. 송영길, 김수영)
- 2016년~담소이야기 담소 소사골 순대
- 2016년 메뉴픽
- 2016년 맥스원이링크 시즌아이PC방 (with. 조윤호, 정명훈, 김지호, 홍인규)
- 2017년 투존치킨 (with 김민경)
- 2017년~태경농산 이맛이라지 (with. 김민경)
- 2017년 배달통
- 2018년 농심켈로그 허쉬 초코크런치 (with. 김민경)
- 2018년 이스트스킨 LED 근적외선 마스크 (with. 박해진)
- 2019년 고기콘서트 (with. 김민경)
- 2019년 평택시청 슈퍼오닝 (with. 김기현)
- 2021년~웅이네오돌뼈
- 2021년 배아실 (with. 김민경)

## 홍보대사
- 2010년 10월 동두천시 홍보대사
- 2012년 02월 한국사회복지협의회 행복나눔 N캠페인 홍보대사
- 2012년 04월 우정사업본부 공익사업 홍보대사
- 2013년 06월 영화 '쿵후팬더：영웅의 탄생 (진바오의 모험)' 홍보대사
- 2013년 11월 한기범희망나눔 홍보대사
- 2014년 07월 한국콘텐츠진흥원 서울 캐릭터 라이선싱 페어 2014 홍보대사
- 2014년 08월 동두천경찰서 홍보대사
- 2014년 11월 SK나이츠 2014∼2015시즌 홍보대사
- 2014년 11월 한국쌀가공식품협회 2014 쌀가공식품산업대전 일일 홍보대사
- 2015년 05월 전주시 전주 맛 일일 홍보대사
- 2015년 06월 플랜코리아 홍보대사
- 2016년 12월 W-재단 연말 자연보전모금 공익캠페인 홍보대사
- 2017년 04월 세브란스병원 건강홍보대사
- 2019년 08월 한국관광공사 한국 음식관광 홍보대사
- 2023년 10월 동두천시 홍보대사

## 수상
- 2005년 제04회 KBS 연예대상 우수코너상 (폭소클럽 - 마른인간 연구 X파일)
- 2013년 제21회 대한민국문화연예대상 개그 부문 최우수상
- 2013년 제12회 KBS 연예대상 코미디 부문 남자 우수상
- 2015년 제42회 한국방송대상 코미디언 부문 개인상
- 2015년 제14회 KBS 연예대상 코미디 부문 남자 최우수상
- 2015년 제14회 KBS 연예대상 코미디 부문 최우수코너상 (개그콘서트 - 민상토론)
- 2016년 제28회 한국PD대상 코미디언 부문 출연자상
- 2016년 제10회 케이블TV 방송대상 맛있는 스타상
- 2016년 제15회 KBS 연예대상 코미디 부문 남자 최우수상
- 2016년 제15회 KBS 연예대상 코미디 부문 최우수코너상 (개그콘서트 - 세.젤.예 (세상에서 제일 예민한 사람))
- 2019년 제31회 한국PD대상 코미디언 부문 출연자상
- 2019년 제46회 한국방송대상 코미디언

## 유행어
- KBS2《개그콘서트》
  - 이놈~~ 이놈들~~ (풀하우스)
  - 오, 천잰데? (아빠와 아들)
  - 수영아, 경찰 불러! (아빠와 아들)
  - 어디서 개수작이야. (아빠와 아들)
  - 밥 먹으러 가자. (아빠와 아들)
  - 안 생겨요! (안 생겨요)
  - 아저씨 이게 뭐예요? (사랑이 LARGE)
  - 지구를 지키는 정의의 용사 슈퍼 뚱맨! 제로엑스! 널 가만 두지 않겠다! (힘을 내요! 슈퍼 뚱맨)
  - 나 영웅 안 해! (힘을 내요! 슈퍼 뚱맨)
  - 배고프다 맛있겠다 먹고싶다 (다있show)

## 같이 보기
- 개그콘서트
- 맛있는 녀석들